# Gianni Siviero
Gianni Siviero (Torino, 1938) è un cantautore italiano.

## Biografia
Ancora bambino, si trasferisce con la famiglia a Milano, e nel capoluogo, dalla seconda metà degli anni'60 inizia ad esibirsi in alcuni locali proponendo sue canzoni. Firma un contratto con la casa editrice musicale Musica e Dischi, di Mario De Luigi, la quale gli propone in seguito un contratto discografico con la Produttori Associati, che lo fa debuttare con il disco Gianni Siviero nel 1972, con gli arrangiamenti del M° Nicola Piovani. L'album riceve il Premio della Critica Discografica.
L'anno successivo pubblica un 45 giri, Che faccio qui/Due grandi occhi scuri, sempre per l'etichetta Produttori Associati; il disco in realtà contiene un errore, poiché, invece del brano "Due grandi occhi scuri" che non verrà mai pubblicato, sul lato b viene registrato il brano "Due rose", tratto dall'album precedente. Nel 1974 scrive le canzoni per l'album Son sempre io la donna di Dania, arrangiamenti del M° Virgilio Savona, per la Vedette. Anche questo album riceve il Premio della Critica Discografica. Nel 1973 compone la musica di due brani, su testi di Mario De Luigi, incisi dalla cantante Jemima Zeller e contenuti nell'album "Un nome un senso",  con arrangiamenti del M° Virgilio Savona, per l'etichetta Cetra. Dopo l'incisione del 45 giri viene reputato, dalla Produttori Associati, di scarso interesse commerciale. Cambia quindi casa discografica, passando alla Divergo, fondata nell'occasione da Mario De Luigi e Sergio Lodi, per cui pubblica il concept album Del carcere nel 1975, con testi che descrivono la realtà carceraria, con gli arrangiamenti del M° Sergio Chiesa. Per la stessa casa registra a suo nome il marchio "Produzioni d'Essai", che contraddistingue e raccoglie la produzione maggiormente "impegnata" sotto il profilo sociale e politico.
Partecipa alla Anteprima e quindi in seguito alla prima Rassegna della Canzone d'Autore, organizzata dal Club Tenco di Sanremo con presidente Amilcare Rambaldi, manifestazione alla quale viene ancora invitato nel 1975, nel 1976, e nel 1994 su invito dello stesso Amilcare Rambaldi.
La registrazione dal vivo della canzone "Rientro", eseguita in questa occasione, viene pubblicata nel CD "Roba di Amilcare" dall'etichetta Ala Bianca nel 1999.
Nei primi anni '70, unitamente a Giorgio Lo Cascio, Franco Ceccarelli, Enzo Maolucci e altri, si pone al servizio dell'Associazione Amici dell'Unità, legata al Partito Comunista Italiano, collaborando e partecipando per lungo tempo a ogni manifestazione culturale e musicale organizzata dal Partito e dalla stessa Associazione, diretta allora per il settore musicale da Loris Barbieri.
Negli anni '74 e '75 collabora con il Collettivo Teatrale La Comune, diretto da Dario Fo, e partecipa attivamente all'occupazione della Palazzina Liberty, a Milano.
I testi dell'album "Del carcere" gli vengono ispirati da alcuni ex detenuti, assistiti dal Soccorso Rosso di Franca Rame durante quel periodo.
Pubblica ancora l'album "Il castello di maggio" nel 1976, anche questo con gli arrangiamenti del M° Chiesa, dopodiché, dopo aver continuato fino alla prima metà degli Anni '80 l'attività dal vivo, spesso con l'aiuto prezioso e amicale del chitarrista Roberto Frizzo, in seguito al mutato clima politico e culturale si ritira dal mondo musicale.
Continua a scrivere canzoni, anche se non le pubblica.
La sua attività prosegue sul suo sito ufficiale.
In anni recenti autoproduce la pubblicazione su carta dei suoi scritti, con l'etichetta "Magia edizioni".
Sono stati pubblicati i seguenti volumi:
-Una vita priva- (2010) già apparso sul sito.
-Gli altri anni- (2010) già apparso sul sito.
-Inurbani fin de siècle- (2011) già apparso sul sito.
-Parole messe in fila- (2011) estratto da raccolte già apparse sul sito.
-Vita a sei zampe- (1ª edizione "Giulio editore" Milano 2003), (2012), già apparso sul sito.
-La storia di Rina- (2012).
-Un giorno tira l'altro- (2014).

## Discografia

### 33 giri
- 1972: Gianni Siviero (Produttori Associati, PA/LP 43)
- 1975: Del carcere (Divergo, DVAE 003)
- 1976: Il castello di maggio (Divergo, DVAE 010)
- 2019: Io credevo (Club Tenco/Squilibri Editore, Roma)

### 45 giri
- 1973: Che faccio qui/Due grandi occhi scuri (Produttori Associati, PA/NP 3219)

### CD autoprodotti
Disco Viola - Inediti 1978/1980 -
Disco Rosso - Inediti 1980/1988 -
Disco Blu   - Inediti 1988/1999 -
(Ascoltabili sul sito dell'autore)